# Nemesis pilosus
Nemesis pilosus är en kräftdjursart som beskrevs av Arthur Sperry Pearse 1951. Nemesis pilosus ingår i släktet Nemesis och familjen Eudactylinidae. Inga underarter finns listade i Catalogue of Life.